# تی مولر
تی مولر (انگلیسی: Tage Møller; ۱۴ مارس ۱۹۱۴ – ۱۴ فوریهٔ ۲۰۰۶) دوچرخه‌سوار اهل دانمارک بود.